# Канарчик Олександр Іванович
Олекса́ндр Іва́нович Кана́рчик (*14 серпня 1904,  Пирогівка — †24 серпня 1944, Вороново) — радянський офіцер, Герой Радянського Союзу, командир 92-го окремого батальйону, 49-ї армії,Другого Білоруського фронту, майор.

## Біографія
Народився 14 серпня 1904 року у селі  Пирогівка (нині — Хмельницька область, Україна) в сім'ї селянина. Українець. Освіта — неповна середня. Працював бригадиром тракторного загону в ліспромгоспі.
В армії з 1926 по 1930 і з 1933 року. У 1932 році закінчив курси командного складу, а в 1941 році — курси удосконалення командного складу (КУКС). Учасник німецько-радянської війни з червня 1941 року. Член ВКП (б) з 1943 року.
Командир 92-го окремого моторизованого понтонно-мостового батальйону 49-ї армії 2-го Білоруського фронту, майор Канарчик 27 червня 1944 року вміло організував дії батальйону при наведенні переправи через Дніпро в районі села Добрейка Шкловського району Могильовської області, забезпечивши своєчасну переправу військ і техніки на правий берег річки.

Указом Президії Верховної Ради СРСР від 21 липня 1944 року майору Канарчику Олександру Івановичу за вмілу організацію переправи військ і проявлені при цьому мужність і героїзм, присвоєно звання Героя Радянського Союзу.
Загинув 24 липня 1944 року із засідки, влаштованої аківцями, а після облитий бензином і спалений. 
Похований в смт Вороново Гродненської області, Білорусь

## Нагороди
Олександр Іванович був нагороджений:
- медаллю «Золота Зірка»;[1]
- орденом Леніна;[1]
- Богдана Хмельницького 3-го ступеня;[1]
- орденом Вітчизняної війни 1 ступеня;[1]
- орденом Вітчизняної війни 2 ступеня;[1]
- двома орденами Червоної Зірки;[1] [3]
- медалями.

## Пам'ять
На братській могилі в смт. Вороново, де похований Герой встановлений пам'ятник, вулиця цього селища носить його ім'я. Школа в рідному селі названа його іменем. На фасаді школи встановлена меморіальна дошка.